# أكراد عثمانيون
الأكراد العثمانيون هم الأكراد العرقيون الذين عاشوا في الإمبراطورية العثمانية. في ذروتها، حكمت الإمبراطورية العثمانية كردستان التركية، وكردستان العراق، وكردستان سوريا، وجزء صغير من كردستان الإيرانية.

## تاريخ
اتصل العثمانيون لأول مرة بالأكراد خلال صراعهم مع الصفويين في عام 1514، تحت حكم سليم الأول. كانت تفاعلاتهم الأولى إيجابية. وقف الأكراد، بقيادة إدريس بتليسي، إلى جانب الغزاة العثمانيين ضد الصفويين خلال معركة تشالديران. لعبت القوات الكردية دورا كبيرا في أخذ ديار بكر وأجزاء أخرى من شرق الأناضول من الصفويين. في الإمبراطورية العثمانية، كانوا الأكراد معروفين باسم "الملة السوداء" بينما كانوا التراكمة معروفين باسم "الملة الرمادية". بعد أن سيطر العثمانيون على كردستان، كافأ السلطان سليم الأول الأكراد بإعفاءات ضريبية وعسكرية عند الحاجة، بالإضافة إلى الوضع شبه المستقل، الذي كان يحميه ويعترف به العثمانيون. حكمت القبائل الكردية النظام المستقل، وانتقل من الأب إلى الابن. استمر النظام المستقل من عام 1514 حتى منتصف القرن التاسع عشر. كان منتصف القرن التاسع عشر هو الوقت الذي بدأت فيه العلاقات العثمانية والكردية في التدهور. ومع ذلك، حتى القرن العشرين، ظلت غالبية الأكراد موالين للإمبراطورية العثمانية ولم تقمعهم الدولة العثمانية. كان ذلك حوالي 1829-1830، بعد حرب 1828-1829 مع الروس، عندما أصبحت علاقات الإمبراطورية العثمانية مع سكانها الأكراد متوترة. كانت إصلاحات محمود الثاني قوية لدرجة أنها مهدت الطريق لأيديولوجية الحركة الوطنية التركية. قام محمود الثاني بزيادة مركزية الإمبراطورية العثمانية، مما أضعف الحكم الكردي المستقل وتدخل في النظام القبلي الكردي. هذه المرة، قاومت القبائل الكردية الإصلاحات، التي من شأنها أن تتصاعد إلى درجة أن محمود الثاني أمر رشيد محمد باشا، حاكم منطقة سيواس، بهزيمة المقاومة. كان جيش سيد محمد باشا أكثر حداثة بكثير من القبائل الكردية، التي لا تزال تستخدم معدات وأساليب الإنكشارية. تم سحق التمردات. في وقت لاحق من عام 1834، خشي العثمانيون من التعاون بين إمارة سوران ومحمد علي باشا، مما دفعهم إلى إرسال جيش إلى سوران في عام 1834، والذي صده مير كور. اشتكى النبلاء الأكراد من برادوست وأكري وأميدي في وقت لاحق إلى رشيد محمد باشا من الحكومة العثمانية من أنهم يتعرضون للقمع من قبل مير كور. بعد عامين، أطاح العثمانيون بمير كور.

### ما بعد التنظيمات
بعد التنظيمات، التي كانت أقوى الإصلاحات العثمانية، تمرد بدر خان بيك، الحليف العثماني السابق الذي وقف إلى جانب العثمانيين خلال معركة نزيب، في وقت لاحق لاستعادة استقلاليته ومحاربة الطلب المتزايد على المركزية. سيعلن الاستقلال في عام 1847. أسلم بدر خان بيك بشدة واضطهد اليزيديين والآشوريين. أدى الاضطهاد المتزايد للمسيحيين إلى الضغط على القوى الأوروبية للعثمانيين لوقف بدير خان بيك. في عام 1847، غزت القوات العثمانية البالغ عددها 12000 جندي بقيادة عمر باشا بوهتان. اليزيديون، الذين يسعون للانتقام، متحالفون مع العثمانيين ضد بدير خان بيك، الذي كان يفوز في الصراع في البداية لكنه سيخسر بعد أن هرب أحد كبار قادته إلى الإمبراطورية العثمانية. استسلم بدير خان بيك في 4 يوليو 1847 في إروه.
كانت إية كردستان مقاطعة في الإمبراطورية العثمانية استمرت حوالي 21 عاما، بين عامي 1846 و1867.
بعد هزيمة بدير خان بيك، كانت غالبية الأراضي الكردية العثمانية تحت سيطرة الحكومة المركزية. في عام 1876، صعد عبد الحميد الثاني إلى السلطة. في عهد عبد الحميد الثاني، أصبحت العلاقات العثمانية والكردية أفضل لبعض الوقت. أخذ عبد الحميد الثاني تفكيرا إسلاميا أكثر من التفكير العثماني. سيسمح هذا للعديد من الشيوخ بالارتقاء في كردستان، وأبرزهم الشيخ عبي الله، الذي كان يتعامل مع صراع مع إيران القاجارية في ذلك الوقت. أرسل الشيخ عبي الله كمية صغيرة من جنوده لمساعدة الجيش العثماني في الحرب العثمانية الروسية 1877-1878. في صيف عام 1879، انتشرت شائعات بأن الشيخ أبيدو الله قد وعد بعض زعماء القبائل الكردية بأنه "سيكتسح جميع المسيحيين من الأرض".بعد عام، في عام 1880، أفيد بأن الشيخ عبي الله قيل له أن "الأرمن سيكون لديهم دولة مستقلة في فان، وأن النساطوريون (الآشوريون) سيرفعون العلم البريطاني ويعلنون أنفسهم رعايا بريطانيين". رد الشيخ أبيدو الله بالقول إنه لن يسمح بذلك أبدا حتى لو اضطر إلى "تسليح النساء".في رسالة إلى السلطان عبد الحميد الثاني، أعلن الشيخ عبيد الله أن المسلمين لن يسمحوا بتشكيل "دولة أرمنية" وقال إن قوة الخليفة قد ساءت بشدة بسبب التنظيم.وفقا للشيخ عبيد الله، بلغ عدد الأكراد في الإمبراطورية العثمانية أكثر من 500000 أسرة.خلفت الحرب مع الروس خسائر فادحة في الإمبراطورية العثمانية، وتحديدا المناطق الشرقية، حيث عاش الأكراد، وكذلك بعض التراكمة. نتيجة للمجاعة، تحول العديد من الأكراد إلى الشيخ عبي الله، وهو مسلم ثري، للحصول على المساعدة. استعد للثورة ضد العثمانيين بسبب ردهم السيئ على مكافحة المجاعة. ثار الشيخ عبي الله في نهاية المطاف وحارب الإمبراطورية الروسية والعثمانيين وإيران القاجارية في نفس الوقت. خسر أمام العثمانيين، واقتيد إلى اسطنبول لكنه هرب لاحقا إلى مسقط رأسه شيمدينلي لتنظيم ثورة أخرى، ولكن تم القبض عليه مرة أخرى ونفيه إلى الحجاز، حيث عاش حتى وفاته.
حاول عبد الحميد الثاني الحفاظ على سياسة مؤيدة للأكردية. كان محبوبا من قبل الأكراد لدرجة أنه كان يلقب ب "باڤێ کوردان"، بمعنى "أب الأكراد".شكل عبد الحميد الثاني سلاح الفرسان الحميدي في عام 1890. سيصبح الأكراد غالبية الجنود في سلاح الفرسان الحميدية.قام سلاح الفرسان الحميدي بمضايقة الأرمن الذين يعيشون في الإمبراطورية العثمانية الشرقية وذبحهم خلال المذابح الحميدية.كما ذبح سلاح الفرسان الحميدية الشعب الآشوري خلال مذابح ديار بكر في عام 1895.
حوالي عام 1908، القومية التركية، التي كانت علمانية،شق طريقه إلى الإمبراطورية العثمانية وتحدى سياسات عبد الحميد الثاني الإسلامية.أجبرت ثورة تركيا الفتاة التركية في يوليو 1908 من قبل الأتراك الشباب القوميين وCUP عبد الحميد الثاني على استعادة البرلمان العثماني والدستور العثماني، مما أنهى الحكم المطلق لعبد الحميد الثاني على الإمبراطورية العثمانية المتكسرة.كانت سياسة عبد الحميد الثاني المؤيدة للأكردية جزءا من أجندته الإسلامية. تهدف الوحدة الإسلامية إلى توحيد جميع المسلمين، بما في ذلك الأكراد، ومعظمهم من المسلمين السنة. كان عبد الحميد الثاني آخر سلطان عثماني يحكم بالسلطة المطلقة، وانتهى حكمه في 27 أبريل 1909.
في عام 1915، ساعدت بعض القبائل الكردية CUP خلال الإبادة الجماعية للأرمن.كان ذلك في هذا الوقت تقريبا عندما أصبح الأكراد منقسمين، حيث كان البعض ضد تصرفات CUP والبعض الآخر يدعمها.
في فبراير 1915، نظم سيمكو شيكاك مذبحة للأرمن والآشوريين في هفتيفان، والتي ساعده فيها الجيش العثماني. قتل حوالي 700-800 من الأرمن والآشوريين.
في عام 1916، بعد 3 سنوات من الانقلاب العثماني عام 1913، بدأت عمليات ترحيل الأكراد. صرح طلعت باشا، في إشارة إلى عمليات الترحيل: "لمنع اللاجئين الأكراد من مواصلة حياتهم القبلية وجنسيتهم أينما تم ترحيلهم، يجب فصل الزعماء عن عامة الناس بجميع الوسائل، ويجب إرسال جميع الشخصيات والقادة المؤثرين بشكل منفصل إلى مقاطعتي قونية وكاستامونو، وإلى مقاطعتي نيغده وقيصري. سيتم توطين المرضى والمسنين والنساء الوحيدين والفقراء والأطفال غير القادرين على السفر ودعمهم في مدينة مادن ومقاطعتي إرغاني وبهرماز، ليتم تفريقهم في القرى التركية وبين الأتراك."
الأكراد، لكونهم شعبا بدوا، تم إسكانهم بالقوة وأجبروا على الاستقرار بعد عمليات الترحيل هذه. تم إرسال الأكراد من ديار بكر إلى أماكن أخرى بينما استقر المهاجرون من البلقان هناك مع الحكومة.احتاج الأكراد إلى إذن للعودة إلى ديار بكر.
أيضا في عام 1916، ذبحت الإمبراطورية الروسية، بمساعدة الآشوريين والأرمن، حوالي 8000 كردي في روانديز.
في عام 1916، تم إرسال حوالي 300000 كردي من بيتليس وإرزروم وبالو وموش إلى قونية وغازي عنتاب خلال فصل الشتاء ومات معظمهم في مجاعة.
حتى بعد تفكك الإمبراطورية العثمانية وإنشاء تركيا، استمرت عمليات الترحيل في عهد مصطفى كمال أتاتورك.
أيضا في عام 1916، وقعت الثورة العربية، والتي كانت جزءا كبيرا من سقوط العثمانيين.
بعد تفكك الإمبراطورية العثمانية وتقسيم الإمبراطورية العثمانية السابقة من قبل القوى الأوروبية، انقسم الأكراد بين تركيا وسوريا الفرنسية والعراق البريطاني التي تم إنشاؤها حديثا. كانت مملكة كردستان، وهي مملكة صغيرة يقودها محمود بارزانجي، ضد الحدود التي رسمتها بريطانيا. استمرت مملكة كردستان من عام 1921 إلى عام 1925، عندما تم استيعابها في بقية العراق البريطاني. تم قمع الأكراد في تركيا من قبل كمال أتاتورك.